# ヤチウグイ
ヤチウグイ（Rhynchocypris percnurus sachalinensis）は、コイ目コイ科ウグイ亜科アブラハヤ属の魚類である。アイヌ語名は「トチェッポ」（沼・小魚）。

## 分布
日本（道南を除く北海道）、サハリン、朝鮮半島などの平野部の池沼、湿地帯の細流にすむ。

## 形態
全長15cm。本属の中では体高が高い。体側には小黒点が散在する。体色は淡い黄褐色から褐色で、腹部にいくほど淡くなり、やや黄褐色を帯びた銀色になる。また体側中央からやや上部に明るく光る縦条があり、水中では特に目立つ
。近縁種のアブラハヤやタカハヤとよく似ているが、吻端が突出することはなく、喉部が角ばって見える点で区別できる。また、褐色がやや薄い。

## 生態
池や沼、流れの緩い河川など、水流の弱い場所に生息する。ヨシが密生したところや、水草や藻があるところを好む。泥炭地の水や、酸性の水でも住むことができ、酸素が少ない環境にも強い。
雑食性で、虫やコケなどを食べる。6-7月に水草に産卵する。生殖期になると、頭部と体の背面に小さい白色の追い星が出る。オスは、体の金色の光沢が増して、胸びれ、腹びれ、尻びれとその付近が鮮紅色になる。またメスは同じひれが淡赤色になる。

## 利用

### 漁・釣り
一本釣りまたは、サビキ釣りで釣られる。餌は、サシか赤虫がよく使われる。食用魚として認識されていないので、専門に釣る人はほとんどいないが、泳がせ釣り用の活き餌として釣られることもある。

### 料理
成長した親魚では骨が太くて硬いが、小ぶりなものは骨も細くて柔らかく、丸ごと食べられる。内臓を取り除き天ぷら、フライ、から揚げ、マリネ、南蛮漬けなど、いろいろな料理にされる。

## 保全状況評価
- 準絶滅危惧（NT）（環境省レッドリスト）